# Veni Creator Spiritus

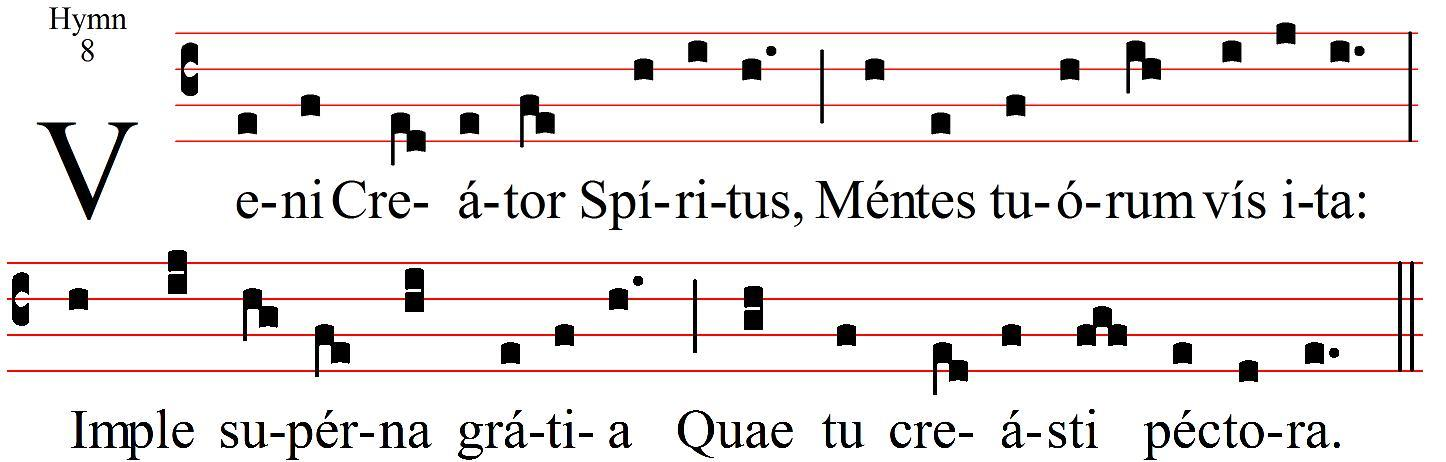
Гимн Veni creator Spiritus (первая строфа, запись в римской квадратной нотации)

Veni Creator Spiritus (орфография по Liber usualis, в оригинальных рукописях «Veni creator spiritus», с лат. — «приди, Дух-творец») — католический гимн.

## Краткая характеристика
Вероятный автор поэтического текста — Рабан Мавр. Анонимная мелодия хорала (VIII тона) впервые регистрируется в швабской рукописи около 1000 года. В богослужении католиков используется в оффиции от Вознесения до Пятидесятницы, а также в некоторых окказиональных торжественных службах.
Существуют протестантские версии гимна (на английском, немецком языках).

## Рецепция
Начиная с Позднего Средневековья композиторы наряду с текстом использовали также оригинальную мелодию хорала, на которую писали собственную многоголосную обработку, как Гильом Дюфаи и Жиль Беншуа, которые для альтернативного исполнения положили на музыку (в технике фобурдона) нечётные строфы гимна, или Джон Данстейпл, написавший на тот же cantus firmus четырёхголосный изоритмический мотет. Текст и мелодию Veni creator Spiritus обрабатывали многие композиторы эпохи Возрождения, например, Адам Фульдский, Лассо (мотет), Палестрина (cantus firmus шестиголосной мессы), Феста, Кабесон, Булл, Бёрд (обработки мелодии для органа и клавесина) и др.
В XVI веке Мартин Лютер сделал стихотворное переложение гимна на немецкий язык (инципит Komm, Gott Schöpfer, heiliger Geist), согласовал его с «католической» мелодией и в таком виде запустил хорал в (протестантское) богослужение. Мелодию хорала в XVII–XVIII веках обрабатывали для органа немцы И. Пахельбель, И. Г. Вальтер, И. С. Бах (хоральные прелюдии в «Органной книжечке», BWV 631, и в сборнике так называемых «лейпцигских» хоралов, BWV 667). В XIX веке и позже композиторы использовали, как правило, только текст гимна, который клали на собственную музыку, как Берлиоз в мотете или Малер в первой части Восьмой симфонии. Очень редко использовалась только оригинальная мелодия (без текста), как у Хиндемита, который закончил свой Концерт для органа с оркестром фантазией на тему Veni creator Spiritus. Во второй половине XX века к гимну обращался Пендерецкий, написавший мотет на этот текст (с собственной музыкой).

## Текст
| 1. Veni, creator Spiritus, Mentes tuorum visita, Imple superna gratia, Quae tu creasti, pectora. 2. Qui diceris Paraclitus, Donum Dei altissimi, Fons vivus, ignis, caritas, Et spiritalis unctio. 3. Tu septiformis munere, Dextrae Dei tu digitus, Tu rite promissum Patris Sermone ditans guttura. 4. Accende lumen sensibus, Infunde amorem cordibus, Infirma nostris corporis, Virtute firmans perpeti. 5. Hostem repellas longius Pacemque dones protinus; Ductore sic te praevio Vitemus omne noxium. 6. Per te sciamus da Patrem Noscamus atque Filium, Te utriusque Spiritum Credamus omni tempore. 7. (Deo Patri sit gloria, Et Filio, qui a mortuis Surrexit, ac Paraclito, In saeculorum saecula. Amen). | О Сотворитель Дух, приди И души верных посети, Дай смертным неба благодать, Чтоб сотворённое спасти. Ты — Утешитель всей земли, Ты — Бог и лучший Божий дар, Миропомазанье сердец, Живой родник, любви пожар. Ты — благодать семи даров И сила вечного Отца, Ты — речь, завещанная нам, Преобразившая сердца. Сияньем разум просвети, Сердцам любовь святую дай И хрупкость наших бренных тел Восполни крепостью Твоей. Врага душ наших изгони, Да будет с нами Твой покой, Да отвратимся мы от зла, Что искушает род людской. Веди ко Господу Отцу, И дай познать нам Сына путь, И Ты, Дыхание любви, До дней скончанья с нами будь. Отцу Небесному хвала, Во славе с Ним воскресший Сын, И Тот, Кто утешает нас, Он свят, и вечен, и един. Аминь. |